# Distretto municipale di Wassa Amenfi Est
Il distretto municipale di Wassa Amenfi Est (ufficialmente Wassa Amenfi East Municipal District, in inglese) è un distretto della Regione Occidentale del Ghana.